# Fläming-Gymnasium
Das Fläming-Gymnasium (kurz: Gymbel) ist ein staatliches Gymnasium in Bad Belzig und beherbergt 683 Schüler und 45 Lehrer. Das Fläming-Gymnasium, in der Naturlandschaft Fläming im Landkreis Potsdam-Mittelmark gelegen, ist ein Gymnasium mit langer Schultradition. Das Gymnasium, in historischen Gebäuden untergebracht und im Zentrum von Bad Belzig gelegen, bietet ein Ganztagsschulkonzept (mit Nachmittagsbetreuung). Die Schule wurde in den letzten ca. 150 Jahren ständig ausgebaut, erweitert und dem technischen Stand angepasst. Das Fläming-Gymnasium ist denkmalgeschützt und gehört zu den Baudenkmalen in Bad Belzig.

## Chronik
| Datum   | Ereignis                                            |
| ------- | --------------------------------------------------- |
| 1868    | Einweihung des ersten Schulhauses als Jungenschule  |
| 1908    | Einweihung des zweiten Hauses als Mädchenschule     |
| 1968    | Umbenennung in Ernst-Thälmann-Schule                |
| 1990    | Erste Einschulung einer 5. und 6. Klasse            |
| 1991    | Ernennung zur erweiterten Schule                    |
| 1992    | Umbenennung in Fläming-Gymnasium                    |
| 1993/94 | Schulanbau wurde beschlossen / Konkurs der Baufirma |
| 1995    | Brand einiger Schulgebäude                          |
| 2001    | Start der Schnellläuferklassen                      |
| 2002    | Erstes „Event“ des Abschlussjahrgangs               |
| 2005    | Start der „Schülerfirma“ als Essensversorgung       |
| 2007    | Erste LuBK Klasse                                   |
| 2013    | Fertigstellung des Erweiterungsbaus Haus 5          |
| 2015    | Fertigstellung der Renovierung von Haus 1           |

## Geschichte

### Gründungsphase

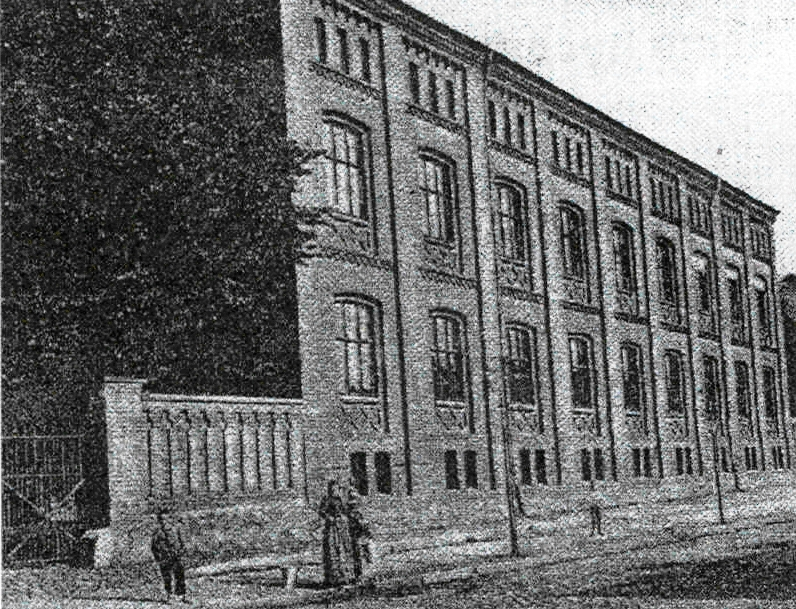
Haus 1 (um 1900)

Die Schule wurde im Jahr 1868 als Bürgerschule und zweites Schulhaus im Ort, gleich neben der Marienkirche, gegründet. Sie war dem Diakonus der Stadt Belzig beziehungsweise der Oberschulinspekteur der Kirche unterstellt. Rektor Hellmund übernahm die Schule als erster Direktor. Die Stadt Belzig als Träger übernahm die Schule im Jahr 1904 und so nun eine Grund-, Volks- beziehungsweise Bürgerschule, wobei sie nun in der Hand der Stadt und nicht mehr der Kirche war. Im Jahr 1908 kam das zweite Schulgebäude hinzu. Über die weiteren Jahre ist nur wenig bekannt, nur dass weiterhin Jungen und Mädchen getrennt unterrichtet wurden. Die Schule war zu diesem Zeitpunkt noch kein Gymnasium, sondern eine Volks- und Bürgerschule.

### DDR-Zeit
Die Geschichte der Schule während des Zweiten Weltkriegs und Nachkriegsphase ist ungeklärt, dagegen ist die Zeit von 1949 bis 1989 durch Zeitzeugen und Ortschroniken weit besser belegt. So wurde an der Bildungseinrichtung im Jahre 1956 ein Schulhort geschaffen und bereits 1958 wurden 700 Schüler gezählt. Diese Zahl stieg weiter, so dass es im Jahre 1965 1200 Schüler an der Schule gab (ohne Erweiterte Oberschule). Am 2. Mai 1959 fand das erste Schulsportfest der Belziger Mittelschulen statt und in den 1960er-Jahren wurden die DDR-Jugendorganisationen an der Schule erstmals tätig. Die Schule, nun als der Teil der Polytechnischen Oberschule, organisierte am 26. Juni 1960 das erste eigene Schwimmsportfest im Schwimmbad und wurde am 13. November 1961 Teil der Schulsportgemeinschaft in Belzig.
Im Jahr 1961 konnte der Elternbeirat auf bereits zehn Jahre erfolgreiche Arbeit an der Schule zurückblicken und in den folgenden Jahren sollte sich einiges an der Schule verändern. So wurde 1963 die Schule getrennt und die POS II (Ernst-Thälmann-Oberschule) und POS I (Bruno-Kühn-Oberschule) zusammen in den zwei Gebäuden der Ernst-Thälmann-Oberschule untergebracht. Die Direktoren waren Gerhard Hinze (POS I) und Achim Quoß (POS II). Am 13. Dezember 1968, anlässlich des 20. Jahrestages der Pionierorganisation, erhielt die POS II den Namen Ernst-Thälmann-Schule und im Juni–August 1970 erfolgte die Neugestaltung des Schulhofes der ETOS, dabei wurden die beiden Plastiken „Zwei spielende Bären“ und „Ein Fuchs fängt eine Gans“ der Berliner Bildhauers Hans Klakow aufgestellt. Ab Januar 1973 wurde das Fachgebäude zur Puschkinstraße, mit Räumen für Chemie-, Biologie- und Physikunterricht gebaut. Von Juli–September 1974 fanden weitere Ausbau- und Renovierungsarbeiten statt, so auch die Instandsetzung des Daches und der Zentralheizung. Ab dem Jahre 1975 wurde Frau Saczecki als Direktorin der Schule eingesetzt. Ab September 1978 war Frau Unkroth Direktorin an der Schule und leitete die Schule bis zum Ende der DDR. Am 1. September 1979 wurde an den Belziger Schulen erstmals der Wehrunterricht eingeführt und vom 26. bis 29. Februar 1980 der „Tag der Wehrbereitschaft“ erstmals begangen. Im Juni 1982 durfte die Schule ausländischen Besuch empfangen, denn die ETOS wurden von Gästen aus der Volksrepublik Kongo und Mali besucht.

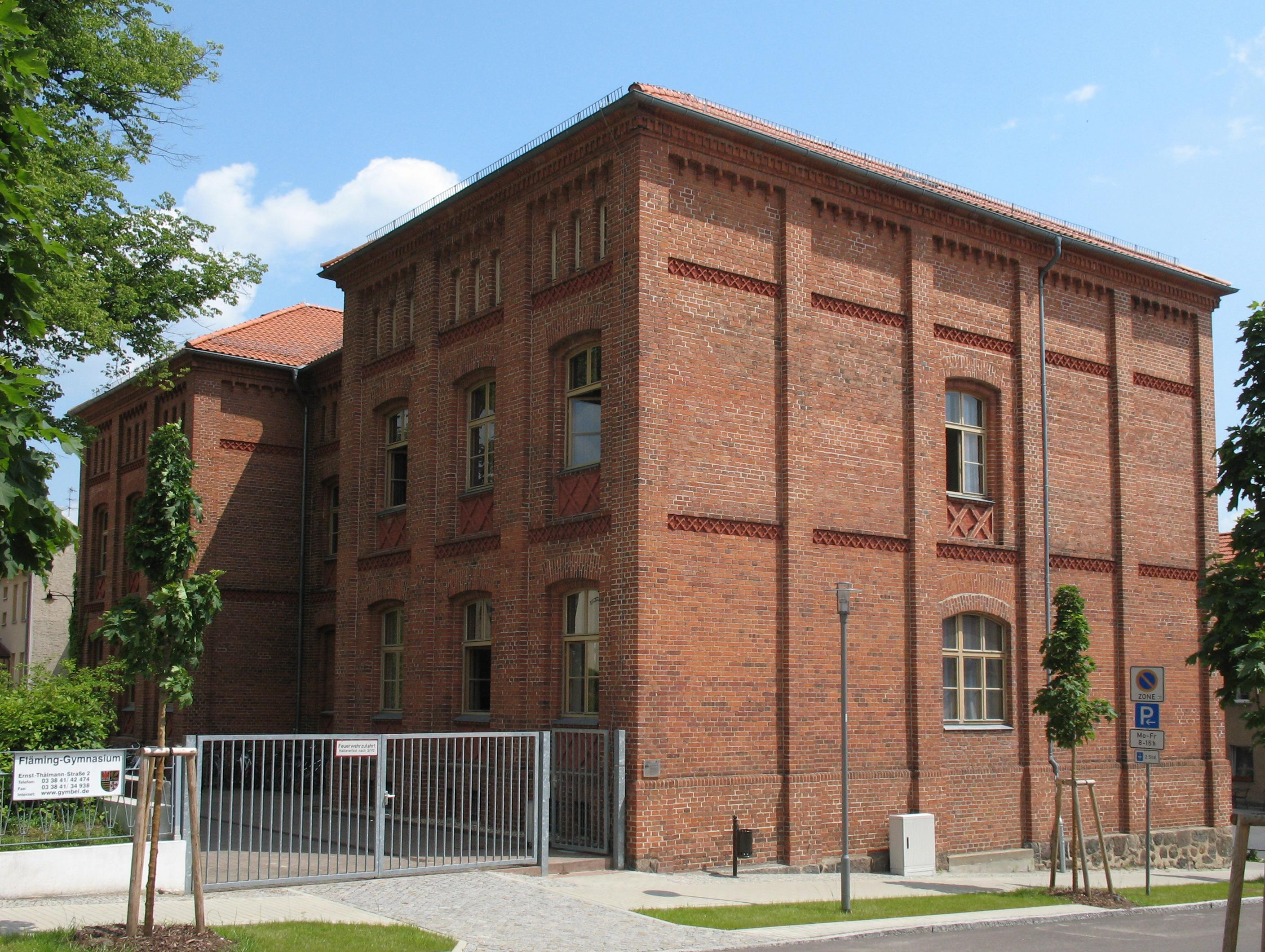
Haus I

| Dienstzeit | Direktor                                                                                         |
| ---------- | ------------------------------------------------------------------------------------------------ |
| 1868       | Herr Hellmund                                                                                    |
| 1956       | Herr Hinze                                                                                       |
| 1963       | Herr Quoß                                                                                        |
| 1975       | Frau Saczecki                                                                                    |
| 1978       | Frau Unkroth                                                                                     |
| 1990       | Herr Scheve (Herr Münchow / ab 1995 Stellv. Frau Wedner)                                         |
| 2004       | Herr Ganschow (Stellv. Frau Wedner)                                                              |
| 2007       | Cordula Fehse-Wägner (Stellv. Bernd Hering)                                                      |
| 2015       | kommissarischer Schulleiter: Bernd Hering (stellv. kommissarischer Schulleiter: Michael Andreas) |
| 2017       | Kathrin Wiencek (Stellv. Bernd Hering)                                                           |

### Wiedervereinigung
Bis 1989 war die EOS (Erweiterte Oberschule) ein Teil der POS (Polytechnische Oberschule). Im Jahre 1990 wurde die POS zu einer erweiterten Schule. Noch bevor Brandenburg als neues Bundesland ein eigenes Schulsystem hatte, wurde die Schule ab 1991 zur erweiterten Schule, was ihr viele Vorteile einbrachte. Das Ziel der Lehrer war es, eine Schule für besonders leistungsstarke Schüler zu schaffen. Im Jahr 1992 beschlossen Joachim Scheve sowie einige Kollegen die Oberschule beziehungsweise erweiterte Schule in ein Gymnasium zu wandeln, und man einigte sich schließlich auf den Namen Fläming-Gymnasium. Die finanziellen Mittel wurden für einen Ausbau beziehungsweise Neubau genutzt und führten 1992 zur Gründung einer Baukommission für dieses Großprojekt. Die ersten Entwürfe zum Umbau wurden 1992/93 fertig und im August 1993 wurde der endgültige Plan für einen Schulanbau beschlossen. Doch im März 1994 meldete die Baufirma Konkurs an. Ein Jahr danach steckte man weitere 3,6 Millionen Mark in das Projekt. Eine Brandserie im folgenden Jahr verzögerte alle weiteren Maßnahmen, so dass der Bau bis ins Jahr 1999 auf seine Vollendung warten musste.
Im gleichen Zeitraum konnte die Schule erste Partnerschaften ins Ausland schließen und so konnte man im Jahr 1993 die Bildungsministerin aus South Carolina am Fläming-Gymnasium begrüßen. Nach dem Besuch bekam das Fläming-Gymnasium die Zustimmung zur Partnerschaft und in den folgenden Jahren folgte ein reger Schüleraustausch. Ebenso folgten weitere Austauschprogramme mit einer Partnerschule in Memphis (Tennessee), wobei auch der Einzelaustausch ins Ausland immer beliebter wurde. Einige Schüler der elften Klassen fuhren in Länder wie Neuseeland, England, Kanada und die USA. Ans Belziger Gymnasium kamen ebenfalls Schüler aus anderen Ländern – Argentinien und England. Besonders sind hier die englischen und französischen Studenten zu nennen, die den betreffenden Lehrer in den Fremdsprachen unterstützten.
Am 13. September 1995 brannten die 1973 errichteten Fachräume für Chemie-, Biologie- und Physikunterricht, ebenso die Bibliothek und die Sprachräume an der Puschkinstraße. Das Feuer brach im Physikraum aus und machte ein komplettes Schulgebäude des Fläming-Gymnasiums unbrauchbar. Aufgrund von Missverständnissen beim Melden des Feuers erschien die Feuerwehr zunächst an der Burg Eisenhardt. Wegen dieser Verzögerung musste die Feuerwehr mit Hilfe der Nachbarfeuerwehren von der Nacht bis in den Vormittag hinein gegen die Flammen ankämpfen. Obwohl vier andere Brände im selben Jahr in Belzig gemeldet wurden und kein konkreter Zusammenhang bestand, wurde kurze Zeit später eine Sonderkommission der Polizei gegründet. Zudem musste der Unterricht wegen Platzmangels nach Schmerwitz verlagert werden, vor allem die Physik- und Chemiestunden sollten so vor dem Ausfall bewahrt werden.

### 2000 bis heute
Im Jahr 2001 startete das Schnellläuferklassenprojekt am Gymnasium. Die Schüler kamen mit der fünften Klasse auf die Schule und konnten durch Überspringen der achten Klasse ihr Abitur schon nach 12 anstatt nach 13 Jahren ablegen. Der Unterrichtsstoff wird in der sechsten und siebten Klasse übermittelt, sodass keine Wissenslücken entstehen. In derselben Zeit wurde auch das traditionelle Sprachfest, ein Fest der verschiedenen Sprachen, die an der Schule unterrichtet werden, zelebriert. Aufgrund mangelnder Kenntnisse aller vier Fremdsprachen der Schüler ersetzte man das Sprachfest im neuen Jahrtausend durch das Event, welches weitaus mehr Zuspruch fand. Im Jahr 2005 wurde die Projektgruppe „Schülerfirma“ gegründet. Diese organisiert das Event und liefert mittlerweile jeden Mittwoch Essen für die Schüler. Das Event, wie auch davor das Sprachfest, findet in der Turnhalle des Gymnasiums statt, welche Ende der 1990er-Jahre, während der Sanierungsarbeiten in der Belziger Puschkinhalle, gebaut wurde. Davor gab es große Probleme mit der Zuteilung von Sportzeiten in der Halle unter den verschiedenen Schulen. Vor allem Belzig und Wiesenburg/Mark standen im Streit um die Gelder für eine neue Halle, wobei Belzig am Ende den Zuspruch für eine neue Turnhalle bekam und seitdem die Albert-Bauer-Halle mit anderen Schulen in Belzig nutzt.

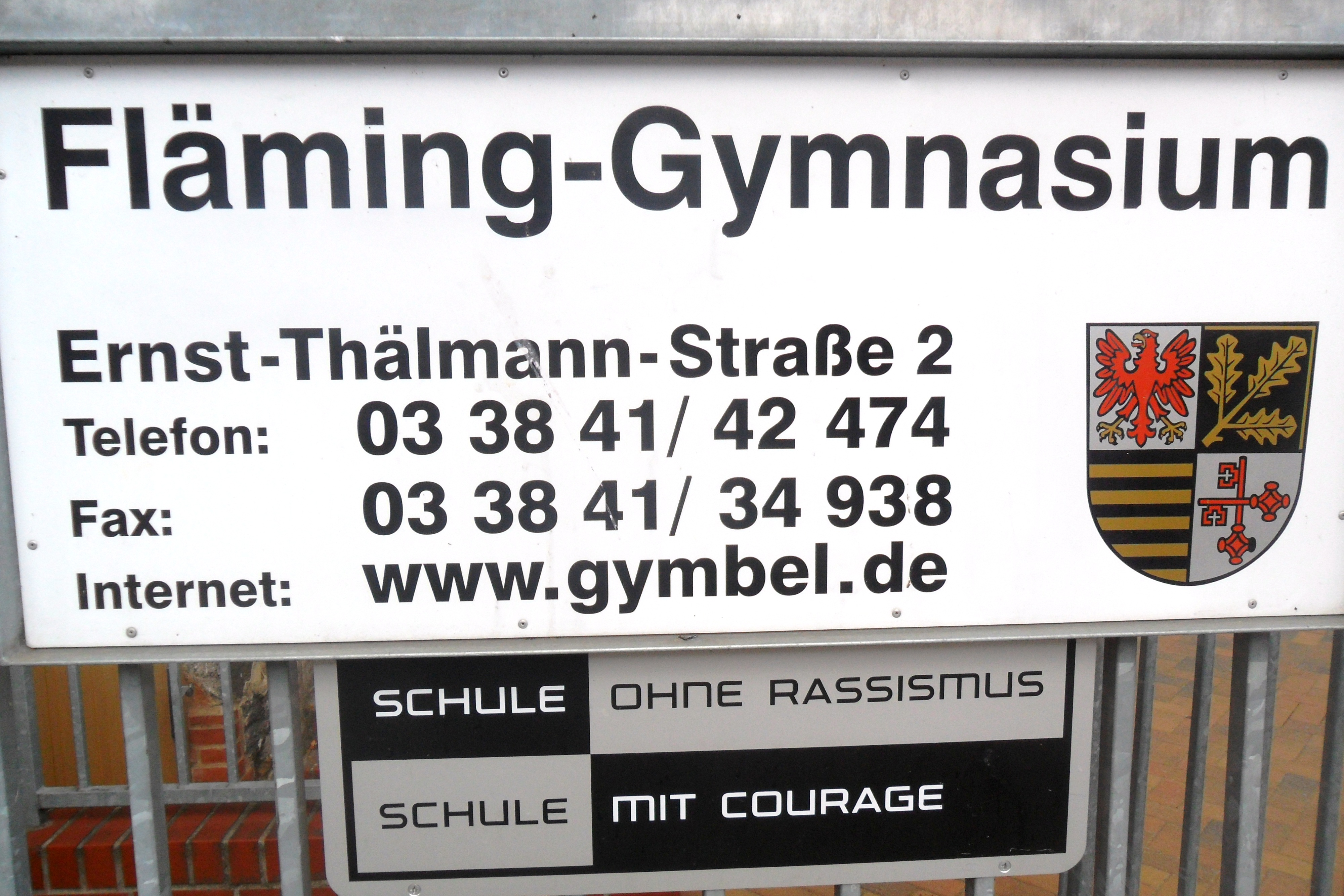
Eingang

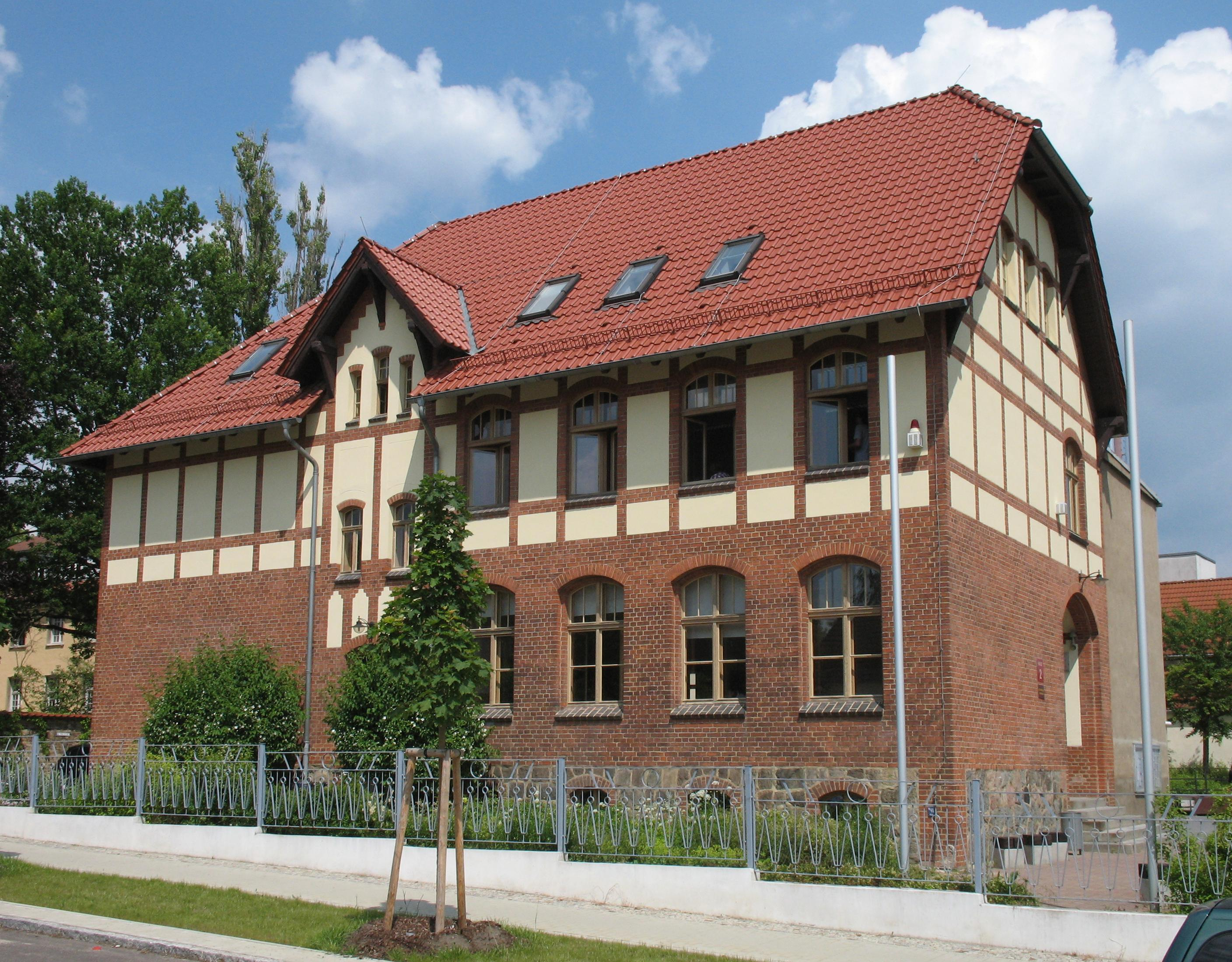
Haus II

| Haus     | Fachrichtungen                                                                                              |
| -------- | --- |
| Haus I   | Computerkabinette (Informatik u. Technik) / Werkraum / LER                                                  |
| Haus II  | Geschichte / Deutsch / Fremdsprachen (Englisch; Latein) / Sitz der Schulleitung / Bibliothek / Lehrerzimmer |
| Haus III | Chemie / Mathematik / Physik / (Aula)                                                                       |
| Haus IV  | Kunst / Musik / Biologie / Mathematik / Fremdsprachen (Englisch)                                            |
| Haus V   | Cafeteria / Sprachkabinett / Fremdsprachen (Englisch; Spanisch) / Geografie / Medienraum / Ruheraum         |

## Besonderheiten
- „Schule ohne Rassismus – Schule mit Courage“
- „Jugend trainiert für Olympia“ (mehrmals Kreissieger in verschiedenen Kategorien)
- „Känguru der Mathematik“
- Bundeswettbewerb für Fremdsprachen
- Chemkids (Preisträger der Klassenstufen 6, 7 und 8 / Auszeichnung als erfolgreichstes Gymnasium Brandenburgs)
- Big Challenge (Englischwettbewerb – Jahrgangsstufe 5–8 Preisträger)

## Zukunft
Für die Zukunft plant das Fläming-Gymnasium einen weiteren Ausbau des Ganztagsschulangebots und zu diesem Zweck wird aktuell an einem fünften Schulgebäude auf dem Gelände gebaut. Die Planungen begannen bereits 2009 und mit einem Abschluss der Bauarbeiten wird 2012/13 gerechnet. Unter anderem soll das neue Schulgebäude eine Cafeteria, Medienräume/Sprachräume und einen Ruheraum beinhalten. Das Schulgelände wurde bereits durch Mittel des Landes modernisiert und mit einer Sportfläche wie „grünem Klassenzimmer“ ausgestattet.